# RPG-32
O RPG-32 é um lançador de granadas multiusos foi desenvolvido entre 2005 e 2007 pela organização Bazalt 'FGUP estatal russa, a pedido e sob contrato com a Jordânia.  Os primeiros RPG-32 lança-granadas "Hashim" serão entregues à Jordânia da Rússia em 2008, mas prevê-se que a produção em massa de RPG-32 e sua munição será realizado na Jordânia sob licença da fábrica JRESCO. O RPG-32 é uma arma modular que herdou soluções comprovadas e de sucesso em design da arma e de foguetes lançadores de granadas antes russos, e pode ser utilizado com sucesso para engajar e destruir uma ampla variedade de alvos no campo de batalha, a partir de modernos carros de combate e veículos blindados de pessoal para bunkers, equipamento militar e tropas em desenfiamento ou ao ar livre. Esta versatilidade é conseguida através de até quatro tipos de munição em uma arma - dois tipos de foguetes 105 milímetros e dois tipos menores e mais leves foguetes 72 milímetros. Em cada categoria, há um foguete HEAT (com ogiva tambem no calibre 105mm, otimizado contra tanques equipados com ERA) e um foguete FAE / termobárica com maior efeito de fragmentação, otimizada contra alvos levemente blindados e macios.

## Principais Características
O RPG-32 lançador de granadas multiuso consiste de um curto tubo lançador, reutilizável com alças, controles de disparo e montagem de visão, mira a laser destacável e recipientes de munições descartáveis, que são pré-carregados na fábrica e ligado à extremidade traseira do lançador antes do disparo. Uma vez que foguete é disparado, o recipiente é destacado do lançador e descartado. Existem quatro tipos de foguetes disponíveis para RPG-32, todos balisticamente combinados para alcance máximo - dois de calibre 105 milímetros e dois de calibre 72 milímetros. Todos usam combustível sólido para motores de foguetes, que queimam completamente enquanto o foguete ainda está no lançador, e todos são estabilizados em voo usando lâminas dobráveis tipo canivete na parte traseira.